# Europäische Demokratische Union
Die Europäische Demokratische Union (abgekürzt EDU) war ein Zusammenschluss von west- und mitteleuropäischen Parteien der rechten Mitte. Ihre Mitgliedsparteien umfassten Christdemokratische und Konservative Parteien aus ganz Europa. Die EDU hat 2002 ihre eigenständigen Aktivitäten eingestellt. Für einige Zeit bestand sie noch als formaler regionaler Zusammenschluss innerhalb der Internationalen Demokratischen Union (IDU).
Die EDU wurde am 24. April 1978 auf Schloss Klessheim bei Salzburg gegründet und bestand anfangs aus 18 Parteien der demokratischen Mitte und Rechten. Ihr erster Präsident war bis 1979 der ÖVP-Obmann Josef Taus. Nach dessen Rücktritt aus all seinen Funktionen wurde am 21. Juli 1979 Alois Mock (ÖVP-Obmann nach Taus und ab 1987 Vizekanzler und Außenminister), Präsident der EDU und bekleidete diese Funktion bis 1998. Mock wurde auch zum ersten Präsidenten der Internationalen Demokratischen Union (IDU) gewählt, die 1983 entstand und derzeit etwa 90 Mitglieder hat.
Hintergrund der Gründung der EDU war ein Konflikt zwischen den christdemokratischen Parteien, die sich 1976 in der Europäischen Volkspartei (EVP) zusammengeschlossen hatten. Als sich in den 1970er-Jahren die Perspektiven für den Ausbau der europäischen Institutionen stark verbesserten, stieg auch der Wert, den die demokratischen Parteien einer europaweiten Zusammenarbeit beimaßen. In der Diskussion, die der Errichtung der EVP voranging, machte die deutsche CDU Versuche, die Mitgliedschaft dieser Parteiföderation auch für nicht-christliche konservative Parteien zu eröffnen. Einige Schwesterparteien, insbesondere in den Niederlanden, lehnten dies jedoch zunächst ab.
Die Deutschen und Österreicher setzten deshalb 1978 ihre Pläne um, indem sie parallel zur EVP die EDU als eine Arbeitsgemeinschaft von christdemokratischen und konservativen Parteien errichteten. Zunächst wurde auch diese in Salzburg gegründete EDU von den niederländischen Christdemokraten abgelehnt. Die CDU plädierte unterdessen weiterhin dafür, die EVP für nicht-christliche Parteien der rechten Mitte freizugeben, und setzte sich damit erstmals 1991 mit der spanischen Partido Popular durch.
Im Laufe der folgenden Jahre nahm die EDU weitere europäische Parteien auf, doch verlor sie gegenüber der EVP mit den EU-Erweiterungen von 1995 und 2004 und dem wachsenden politischen Gewicht des Europaparlaments zunehmend an Bedeutung. Im Oktober 2002 stellt die EDU ihre eigenständigen Aktivitäten ein. Sie bestand einige Zeit noch neben der EVP und der Allianz der Konservativen und Reformer in Europa als regionaler Verband innerhalb der IDU weiter.

## Mitglieder 2014
- Italien Forza Italia
- Liechtenstein Fortschrittliche Bürgerpartei
- Liechtenstein Vaterländische Union
- Slowakei Kresťanskodemokratické hnutie
- Slowakei Partei der ungarischen Gemeinschaft

### Permanente Beobachter
- Italien Cristiani Democratici Uniti
- Italien Südtiroler Volkspartei
- Luxemburg Chrëschtlech Sozial Vollekspartei
- Schweiz Christlichdemokratische Volkspartei
- Belarus Vereinigte Bürgerpartei Weißrusslands

### Assoziierte Organisationen
- Democrat Youth Community of Europe (DEMYC)
- European Democrat Students (EDS)
- European Medium and Small Enterprises Union (EMSU)
- European Union of Women (EUW)

## Frühere Mitglieder und permanente Beobachter
- Polen Unia Wolności
- Türkei Anavatan Partisi
- Türkei Doğru Yol Partisi